# Longitarsus longipennis
Longitarsus longipennis är en skalbaggsart som beskrevs av Kutschera 1864. Longitarsus longipennis ingår i släktet Longitarsus, och familjen bladbaggar. Arten har ej påträffats i Sverige.